# Unified shader model

Il modello di shader unificato utilizza le stesse risorse hardware sia per il vertice che per l'elaborazione frammento

Unified shader model (Modello a shader unificati), conosciuto anche con il nome Shader model 4.0, indica un modello di shader che utilizza uno stesso instruction set per gestire tutte e tre le tipologie di shader: vertex shader, geometry shader e pixel shader. 
Introdotto nelle librerie grafiche DirectX 10, presenti nel sistema operativo Microsoft Windows Vista, presenta diversi vantaggi, in particolare:
- Consente una programmazione più semplice degli shader in quanto sfrutta un'ISA (instruction set architecture) unificata, che ne semplifica la gestione
- Consente un utilizzo più flessibile dell'hardware di elaborazione (la Graphics Processing Unit della scheda video), in quanto a ogni unità di shading può essere affidato indifferentemente una delle tre tipologie di calcolo. Se quindi una scena richiede un uso massiccio dei geometry shader, piuttosto che vertex shader, un numero maggiore di unità sarà affidato a questo tipo di elaborazione, accelerandone l'esecuzione.

Le prime generazioni di GPU che supportano questo modello di shader sono la GeForce serie 8 di nVidia e la Radeon HD 2xxx di ATI Technologies.